# Mike Martin
Mike Martin, né à Sacramento le 22 février 1973, est un musicien américain. Il tient le rôle de bassiste au sein du groupe de heavy metal d'origine Californienne Will Haven, ainsi que dans The Abominable Iron Sloth et Ghostride.